# Charlene Rendina
Charlene Rendina, född 18 december 1947, är en friidrottare från Australien. Hon deltog vid olympiska sommarspelen 1972 och olympiska sommarspelen 1976.